# جفر منصور (سمعان)
جفر منصور  قرية سوريّة تتبع إداريّاً لمحافظة حلب منطقة جبل سمعان ناحية تل الضمان، بلغ تعداد سكانها 608 نسمة حسب التعداد السكاني لعام 2004.